# Пункт назначения: Смайл
«Пункт назначения: Смайл» (англ. Polaroid; дословно — «Полароид») — американский мистический фильм ужасов 2019 режиссёра Ларса Клевберга по мотивам одноимённого короткометражного фильма 2015 года. Несмотря на название, полученное в русской локализации, фильм не имеет никакого отношения к культовой серии фильмов «Пункт назначения».
В 2015 году кинокомпания Dimension Films анонсировала производство фильма по сценарию Блэр Батлер, режиссёром которого стал Ларс Клевберг. Значительная часть актёров присоединилась к съёмкам того же лета, а основные съёмки начались 9 марта 2017 в Галифаксе, Новая Шотландия, и продолжались до мая 2017 года.
Сначала фильм должен был быть выпущен в августе 2017 года, но дату переносили несколько раз. К октябрю 2018 года компания Lantern Entertainment, которая приобрела активы компании The Weinstein Company из-за банкротства, и 13 Films, международная дистрибьюторская и финансовая компания, заключили соглашение о распространении фильма на международном уровне, планируя выпустить его в 2019 году.
Впервые фильм был показан в Германии 10 января 2019 года при содействии Wild Bunch. В США фильм был выпущен 17 сентября 2019 года
в некоторых кинотеатрах и на VOD компанией Vertical Entertainment. В России фильм вышел 12 сентября 2019 года.

## Сюжет
Стеснительной старшекласснице Бёрд (Кэтрин Прескотт) её одноклассник Тайлер дарит старый «Полароид» из гаражной распродажи. На фотоаппарате есть инициалы «RJS». Бёрд фотографирует Тайлера и вскоре замечает на снимке странную фигуру, похожую на пятно.
На костюмированной вечеринке Бёрд со своей лучшей подругой Кейси (Саманта Логан) встречает своих друзей Мину, её парня Девина, Эйвери и Коннора (Тайлер Янг), тайная любовь Бёрд. Она фотографирует всех на свой фотоаппарат, а Эйвери делает Селфи. Между тем неизвестное существо убивает Тайлера, шериф Пемброук сообщает о его смерти Бёрд. Дома Бёрд видит фотографию Тайлера, свободную от тени, которая таинственным образом переместилась на фотографию Эйвери.
Существо убивает Эйвери, схватив её за шею. После этого Бёрд пытается уничтожить фотоаппарат и предупреждает об опасности своих друзей. Бёрд и Коннор узнают, что им владел преподаватель фотографии Роланд Джозеф Сейбл (RJS) ещё со школьных лет. Его обвинили в истязании четырёх студентов и убийстве трёх из них во время фотосъёмки. Один из пленных убежал, а Роланда убили полицейские. Бёрд атакует существо, которое ведёт себя как фотография (она чувствительна к теплу). Она спрашивает, почему её тоже преследуют, и замечает, что её отражение находится на заднем плане фотографии.
Девин находит мертвое тело Мины и обвиняет Бёрд в её смерти. Он пытается сфотографировать её как угрозу. Случайно фотоаппарат делает снимок Девина, тень переходит на него как знак, что он следующий. Кейси спасает Бёрд, порезав карандашом фотографии Девина, ранив его в реальной жизни. Пемброук задерживает Девина, позже его находят мёртвым в камере.
Остальные друзья узнают, что жена Роланда жива и посещают её. Пожилая женщина Лена Сейбл объясняет, что камера принадлежала её дочери Ребекке Джеймс Сейбл (RJS). Над девочкой издевались четыре одноклассника, которые сделали её неуместные снимки, из-за которых она совершила самоубийство, заставив её отца Роланда расквитаться с ребятами в приступе ярости. Даже после смерти, Роланд блуждает, чтобы убить обидчика, который спасся. Лена показывает фото школьника, и двоё ищут его в альбомах выпускников.
Бёрд узнает, что уцелевшим был шериф Пемброук. Коннор фотографирует Пемброук, чтобы остановить месть, но шериф говорит, что это Роланд надругался над Ребеккой. Четверо друзей пытались предупредить Ребекку о действиях отца. Из-за страха огласки Роланд похитил юношей и подтолкнул дочь к самоубийству.
Существо разрывает фотографию Пемброук пополам, убивая его. Бёрд делает Селфи, чтобы существо преследовала её, а не друзей. Она делает снимок существа, раздавливает его, затем сжигает. Бёрд снова собирается со своими друзьями и выбрасывает «Полароид» в реку.

## В ролях
| Актёр                | Роль                |
| -------------------- | ------------------- |
| Кэтрин Прескотт      | Бёрд Фитчер         |
| Тайлер Янг           | Коннор Белл         |
| Саманта Логан        | Кейси               |
| Кинэн Трэйси         | Девин               |
| Присцилла Кинтана    | Мина                |
| Хавьер Ботет         | Существо            |
| Митч Пиледжи         | Шериф Пемброк       |
| Кэти Стивенс         | Эвери               |
| Дави Сантос          | Тайлер              |
| Шона МакДональд      | Мать Бёрд           |
| Грейс Забриски       | Лена Сейбл          |
| Риз Беван-Джон       | Роланд Джозеф Сейбл |
| Эмили Пауэр          | Ребекка Сейбл       |
| Мэделин Петш         | Сара                |
| Эрика Курата-Превост | Линда               |

## Производство
Кинокомпания Dimension Films объявила о киноадаптации короткометражного фильма «Polaroid» норвежского сценариста и режиссёра Ларса Клевберга. Продюсированием будут заниматься Крис Бендер, Джейк Вейнер и Джейк Вагнер от Benderspink, Рой Ли от Vertigo и Петтер Онтад Лекке и Джон Эйнар Хаген от Eldorado Film, которая работала над короткометражным фильмом Клевберга в Норвегии.

### Съёмки
Основные съёмки начались 9 марта 2017 в Галифаксе, Новая Шотландия.

## Выпуск
Сначала фильм должен был выйти 25 августа 2017 года. Дата переносили несколько раз, указывались 22 ноября и 1 декабря 2017 года. Его сняли с расписания, планируя выпустить фильм в 2018 году. Компания Vertical Entertainment приобрела права на распространение фильма и установила релиз на 17 сентября 2019 года.
В октябре 2018 году компания Lantern Entertainment, которая приобрела активы The Weinstein Company из-за банкротства, и 13 Films, международная дистрибьюторская и финансовая компания, заключили соглашение о совместном распространение фильма на международном уровне.
 Премьера ленты в кинотеатрах Германии состоялась 10 января 2019 года при содействии Wild Bunch.